# Ньютон (округ, Джорджія)
Шаблон:StateAbbr_ 33°35′57″ пн. ш. 83°51′31″ зх. д. / 33.599243° пн. ш. 83.858729° зх. д.
Округ Ньютон (англ. Newton County) — округ (графство) у штаті Джорджія, США. Ідентифікатор округу 13217.

## Історія
Округ утворений 1858 року.

## Демографія
За даними перепису
2000 року
загальне населення округу становило 62001 осіб, зокрема міського населення було 34908, а сільського — 27093.
Серед мешканців округу чоловіків було 30154, а жінок — 31847. В окрузі було 21997 домогосподарств, 17113 родин, які мешкали в 23033 будинках.
Середній розмір родини становив 3,14.
Віковий розподіл населення поданий у таблиці:
| Стать    | До 15 років | 15-21 | 22-29 | 30-39 | 40-49 | 50-65 | 65-85 | Понад 85 |
| -------- | ----------- | ----- | ----- | ----- | ----- | ----- | ----- | -------- |
| Чоловіки | 7540        | 2946  | 3298  | 5175  | 4259  | 4463  | 2315  | 158      |
| Жінки    | 7069        | 2917  | 3687  | 5290  | 4386  | 4842  | 3163  | 493      |

## Суміжні округи
- Волтон — північ
- Морган — схід
- Джеспер — південний схід
- Баттс — південь
- Генрі — південний захід
- Рокдейл — північний захід

## Виноски
1. ↑  U.S. Decennial Census. United States Census Bureau. Процитовано 24 червня 2014.
2. ↑  Historical Census Browser. University of Virginia Library. Архів оригіналу за 11 серпня 2012. Процитовано 24 червня 2014.
3. ↑  Population of Counties by Decennial Census: 1900 to 1990. United States Census Bureau. Процитовано 24 червня 2014.
4. ↑  Census 2000 PHC-T-4. Ranking Tables for Counties: 1990 and 2000 (PDF). United States Census Bureau. Процитовано 24 червня 2014.
5. ↑  State & County QuickFacts. United States Census Bureau. Архів оригіналу за 3 липня 2011. Процитовано 24 червня 2014.(англ.) Наведено за англійською вікіпедією.
6. ↑  American FactFinder. Бюро перепису населення США. Архів оригіналу за 26 лютого 2012. Процитовано 31 січня 2008.

| США | Це незавершена стаття з географії США. Ви можете допомогти проєкту, виправивши або дописавши її. |